# Буди-Бродзькі
Буди-Бродзькі (пол. Budy Brodzkie) — село в Польщі, у гміні Броди Стараховицького повіту Свентокшиського воєводства.
Населення — 150 осіб (2011).
У 1975-1998 роках село належало до Келецького воєводства.

## Демографія
Демографічна структура на день 31 березня 2011 року:
|          | Загалом | Допрацездатний вік | Працездатний вік | Постпрацездатний вік |
| -------- | ------- | ------------------ | ---------------- | -------------------- |
| Чоловіки | 71      | 17                 | 38               | 16                   |
| Жінки    | 79      | 14                 | 42               | 23                   |
| Разом    | 150     | 31                 | 80               | 39                   |